# Nekrolog 1174
Nekrolog
◄◄
| ◄
| 1170
| 1171
| 1172
| 1173
| 1174 | 1175 | 1176 | 1177 | 1178 | ► | ►►
Weitere Ereignisse | Allgemeiner Nekrolog 1174
Die Beschreibung der verstorbenen Person sollte so kurz wie möglich gehalten sein und nur deren signifikante Tätigkeit(en) enthalten.
Neue Namen ggf. auch unter dem Geburts- und Sterbedatum, also etwa unter 1. Januar und im Geburts- und Sterbejahr (2024) eintragen (nur bei entsprechender großer Wichtigkeit). Für Beispiele siehe die schon vorhandenen Artikel.
Außerdem über die fünf zuletzt Verstorbenen, zu denen es einen ausreichend guten Artikel für eine Präsentation auf der Hauptseite gibt, nach der todesbedingten Überarbeitung der Artikel ggf. auch unter Wikipedia Diskussion:Hauptseite informieren und sie am besten auch in den anderen Wikipedia-Sprachversionen eintragen. Tipp: Regelmäßig bei news.google.de nach „ist tot“, „gestorben“ oder „verstorben“ suchen.
Wenn eine Person gestorben ist, gibt es viele Seiten zu dieser Person in der Wikipedia, die davon auch betroffen sind und entsprechend aktualisiert werden müssen. Beispiele: Namenübersichtsseite, Geburtsjahr, Geburtsort-Seiten und viele mehr.
Wie finde ich die betroffenen Seiten?
Im Suchfeld auf der linken Seite gibt man den Suchbegriff so ein: „Vorname Nachname“. Dann klickt man auf Volltext und alle Seiten mit entsprechendem Suchtext werden aufgerufen. Hier sieht man dann schnell, wo auch das Todesjahr Sinn macht oder sogar ein Teil des Artikels angepasst werden muss. Auch hilft das „Werkzeug“ auf der linken Seite sehr gut, um solche Seiten aufzufinden: „Links auf diese Seite“. Somit ist die Wikipedia wieder aktuell in allen Bereichen! Hinweis: bei Eintragung der Kategorie „Gestorben JAHR“ wird der Missbrauchsfilter 49 ausgelöst, was jedoch nicht schlimm ist. Siehe: Spezial:Missbrauchsfilter/49
Dies ist eine Liste von im Jahr 1174 verstorbenen bekannten Persönlichkeiten. Die Einträge erfolgen innerhalb der einzelnen Daten alphabetisch sortiert. Tiere sind im Nekrolog für Tiere zu finden.

## Januar
| Tag        | Name          | Beruf, bekannt als                                                      | Alter | Beleg |
| ---------- | ------------- | ----------------------------------------------------------------------- | ----- | ----- |
| 18. Januar | Vladislav II. | böhmischer Herzog, der den Königstitel für sich und sein Reich sicherte |       |       |

## Mai
| Tag     | Name       | Beruf, bekannt als                    | Alter | Beleg |
| ------- | ---------- | ------------------------------------- | ----- | ----- |
| 15. Mai | Nur ad-Din | Zengiden-Emir von Aleppo und Damaskus |       |       |

## Juli
| Tag      | Name                | Beruf, bekannt als              | Alter | Beleg |
| -------- | ------------------- | ------------------------------- | ----- | ----- |
| 11. Juli | Amalrich I.         | König von Jerusalem             |       |       |
| 16. Juli | Walter von Mortagne | französischer Theologe, Bischof |       |       |

## September
| Tag           | Name                     | Beruf, bekannt als   | Alter | Beleg |
| ------------- | ------------------------ | -------------------- | ----- | ----- |
| 22. September | Otto II. von Konstanz    | Bischof von Konstanz |       |       |
| September     | Uhtred, Lord of Galloway | schottischer Magnat  |       |       |

## Oktober
| Tag         | Name                   | Beruf, bekannt als                                             | Alter | Beleg |
| ----------- | ---------------------- | -------------------------------------------------------------- | ----- | ----- |
| 3. Oktober  | Heinrich I.            | Bischof von Gurk                                               |       |       |
| 30. Oktober | Friedrich von La Roche | Bischof von Akkon, Erzbischof von Tyrus, Kanzler von Jerusalem |       |       |

## November
| Tag          | Name                     | Beruf, bekannt als               | Alter | Beleg |
| ------------ | ------------------------ | -------------------------------- | ----- | ----- |
| 7. November  | Ulrich von Heidegg       | Abt der Reichenau (1159–1169)    |       |       |
| 29. November | Sancho Garcés de Navarra | Herr von Uncastillo und Sangüesa |       |       |

## Datum unbekannt
| Tag | Name                  | Beruf, bekannt als                                 | Alter | Beleg |
| --- | --------------------- | -------------------------------------------------- | ----- | ----- |
|     | Andrei Bogoljubski    | russischer Großfürst von Kiew, Susdal und Wladimir |       |       |
|     | Cynan ab Owain        | walisischer Herrscher von Gwynedd                  |       |       |
|     | Miles von Plancy      | Seneschall und Regent von Jerusalem                |       |       |
|     | Peter von Tarentaise  | Zisterzienserabt und Bischof von Tarentaise        |       |       |
|     | Walter von Saint-Omer | Fürst von Galiläa                                  |       |       |
|     | Wilhelm Dorel         | Herr von Batrun                                    |       |       |